# Ethmostigmus granulosus
Ethmostigmus granulosus är en mångfotingart som beskrevs av Pocock 1898. Ethmostigmus granulosus ingår i släktet Ethmostigmus och familjen Scolopendridae.
Artens utbredningsområde är Papua Nya Guinea. Inga underarter finns listade i Catalogue of Life.